# کوه شب‌خانه
کوه شب‌خانه (انگلیسی: Şaphane mountain) یکی از بلندترین کوه‌های غرب آناتولی است. قله بلند آن اولوگَدیک نام دارد و ارتفاع آن ۲۳۰۹ متر است.
کوه شب‌خانه در جنوب غربی استان کوتاهیه ترکیه واقع شده‌است رودخانه گدیز از این کوه سرچشمه گرفته و در شرق «چیلازماک دالیانی» (آب‌بند ماهیگیری) به دریای اژه می‌ریزد.
شبخانه در آخرین دوره از سومین اثر زمین‌شناختی شکل گرفته مواد رسوبی آهکی و اکسید آهن دارد. بر روی این کوه جنگل‌های کاج (از ۱۵۰۰ تا دو هزار متری)، بلوط و ارس (هزار تا ۱۵۰۰متری) وجود دارند.